# 리처드 셸비
리처드 크레이그 셸비(영어: Richard Craig Shelby, 1934년 5월 6일~)는 미국의 정치인이다. 소속 정당은 공화당으로, 앨라배마주 버밍햄 출신이다.
1961년부터 1963년까지 버밍햄 법학전문대학원 법학과에 재학했으며 1963년부터 1971년까지 앨라배마주 터스컬루사 검찰청에서 검사로 근무했다. 1970년부터 앨라배마주 상원 의원을 역임했으며 1987년 1월 3일부터 현재까지 미국 상원 앨라배마주 대표 위원을 역임하고 있다.

## 역대 선거 결과
| 선거명      | 직책명                        | 대수  | 정당   | 득표율  | 득표수      | 결과 | 당락                     |
| ----------- | ----------------------------- | ----- | ------ | ------- | ----------- | ---- | ------------------------ |
| 1970년 선거 | 상원의원 (앨라배마 제11부)    | 61대  | 민주당 | 100.00% | 18,511표    | 1위  | 앨라배마 주의원 당선     |
| 1974년 선거 | 상원의원 (앨라배마 제16부)    | 61대  | 민주당 | 100.00% | 10,626표    | 1위  | 앨라배마 주의원 당선     |
| 1978년 선거 | 하원의원 (앨라배마 제7선거구) | 96대  | 민주당 | 93.81%  | 77,742표    | 1위  | 앨라배마주 하원의원 당선 |
| 1980년 선거 | 하원의원 (앨라배마 제7선거구) | 97대  | 민주당 | 72.57%  | 122,505표   | 1위  | 앨라배마주 하원의원 당선 |
| 1982년 선거 | 하원의원 (앨라배마 제7선거구) | 98대  | 민주당 | 96.83%  | 124,070표   | 1위  | 앨라배마주 하원의원 당선 |
| 1984년 선거 | 하원의원 (앨라배마 제7선거구) | 99대  | 민주당 | 96.79%  | 135,844표   | 1위  | 앨라배마주 하원의원 당선 |
| 1986년 선거 | 상원의원 (앨라배마 제3부)     | 100대 | 민주당 | 50.28%  | 609,360표   | 1위  | 앨라배마주 상원의원 당선 |
| 1992년 선거 | 상원의원 (앨라배마 제3부)     | 103대 | 민주당 | 64.87%  | 1,022,698표 | 1위  | 앨라배마주 상원의원 당선 |
| 1998년 선거 | 상원의원 (앨라배마 제3부)     | 106대 | 공화당 | 63.24%  | 817,973표   | 1위  | 앨라배마주 상원의원 당선 |
| 2004년 선거 | 상원의원 (앨라배마 제3부)     | 109대 | 공화당 | 67.55%  | 1,242,200표 | 1위  | 앨라배마주 상원의원 당선 |
| 2010년 선거 | 상원의원 (앨라배마 제3부)     | 112대 | 공화당 | 65.18%  | 968,181표   | 1위  | 앨라배마주 상원의원 당선 |
| 2016년 선거 | 상원의원 (앨라배마 제3부)     | 115대 | 공화당 | 63.96%  | 1,335,104표 | 1위  | 앨라배마주 상원의원 당선 |